# Галасова, Марилена
Марилена Галасова (словац. Marilena Halászová, урождённая Протяса, рум. Proteasa, в первом браке То́това, словац. Tóthová; род. 21 сентября 1935, Бухарест) — словацкая балерина и балетмейстер румынского происхождения.
Окончила школу музыки и танца Флории Капсали в Бухаресте (1953), затем балетное отделение Государственного института театрального искусства в Москве (1958, педагог Леонид Лавровский), в 1958—1960 гг. работала там ассистентом. Выйдя замуж за словацкого артиста и балетмейстера Кароля Тота, вернулась с ним в Братиславу, в 1961—1968 гг. танцевала на сцене братиславского Национального театра. В дальнейшем много работала вместе со своим вторым мужем, танцовщиком Андреем Галасом; В 1969—1981 гг. возглавляла балетную труппу в театре города Кошице, в 1974 г. стояла у истоков балетного отделения в городской консерватории.
В 1981—1984 гг. преподавала хореографию в Багдаде, в 1983 г. осуществила постановку первого иракского балета «Синдбад». С 1986 г. преподавала в пражской Академии музыкальных искусств, одновременно с 1989 г. возглавляла балетную труппу в Усти-над-Лабем.